# Gabriel Martín del Campo
Gabriel Martín del Campo ist ein ehemaliger mexikanischer Fußballspieler, der vorwiegend im Mittelfeld agierte.

## Laufbahn
Gabriel Martín del Campo begann seine Laufbahn beim Club Deportivo Guadalajara, mit dem er in der Saison 1958/59 den Meistertitel gewann. Danach spielte er für den Stadtrivalen Club Atlas.

## Familie
Gabriel Martín del Campo ist ein Sohn des Journalisten Reinaldo Martín del Campo. Seine Schwester Refugio war mit dem ehemaligen Fußballtorwart und -trainer Fausto Prieto verheiratet, der zeitlebens für den Club Deportivo Guadalajara spielte und dessen erster Trainer in der 1943/44 eingeführten Profiliga war.

## Erfolge
- Mexikanischer Meister: 1959